# TB BDe 4/4
BDe 4/4 bezeichnete ab 1962 mehrere Serien meterspuriger vierachsiger Elektrotriebwagen mit Zweitklass- und Gepäckabteil der Trogenerbahn TB:
- Die BDe 4/4 1–4 beschaffte die TB zur Betriebseröffnung im Jahr 1903 als CFZe 4/4 1–4.
- Die BDe 4/4 3″–5″ erwarben die TB 1963 von den Transports publics de la région lausannoise (TL), die sie 1954/55 als BDZe 4/4 193, 192 und 191 in Betrieb nahmen. Sie kamen 1978 nach Österreich zur von Stern & Hafferl betriebenen Traunseebahn Gmunden–Vorchdorf und wurden als ET 23.106 und 105 bezeichnet.
- Die BDe 4/4 6–8 beschaffte die TB 1952/53 als CFe 4/4 6–8.